# Parque del Cómic de San Miguel
El Parque del Cómic de San Miguel se encuentra en el barrio El Llano, en Santiago de Chile, y fue inaugurado en 2006, cuando se celebró el centenario de las creaciones de Pedro Subercaseaux, autor de Federico Von Pilsener, considerado el primer personaje de la historieta chilena. Compuesto por cinco grandes estatuas y cerca de un centenar de viñetas, es una especie de museo al aire libre que homenajea a los dibujantes y a los principales héroes de los cómics de Chile.

## Ubicación e historia

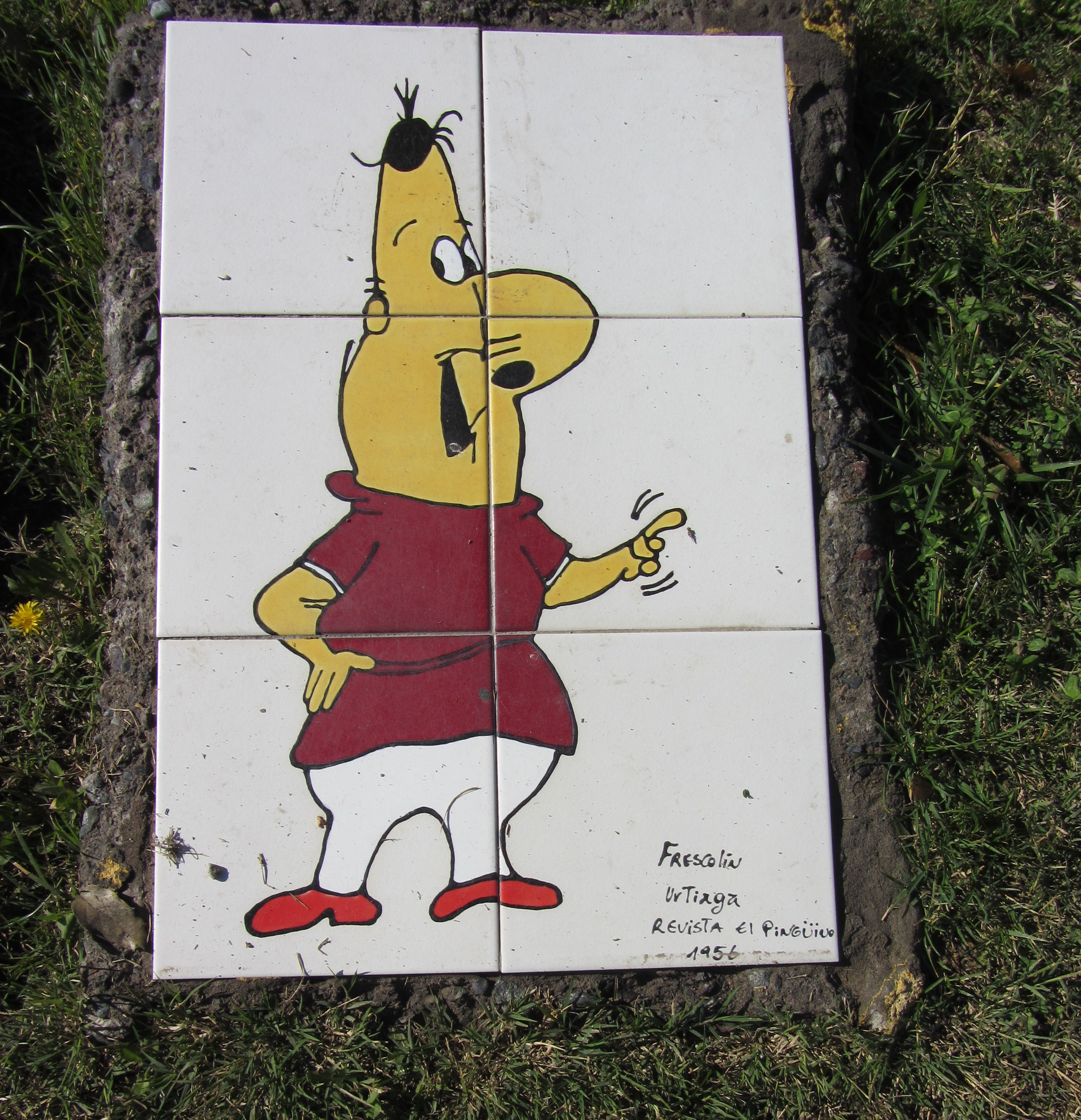
Frescolín

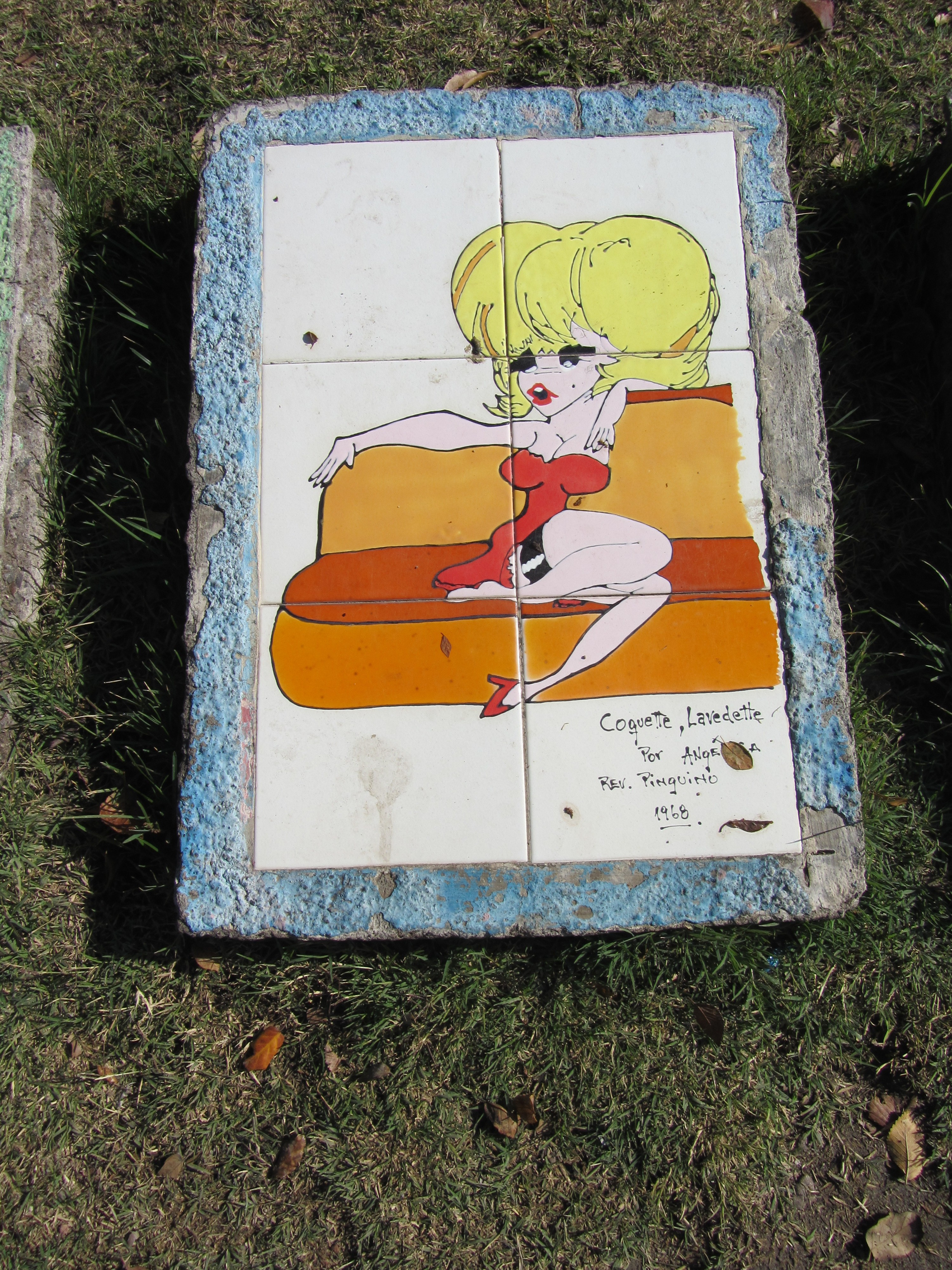
Coquete, Lavedette

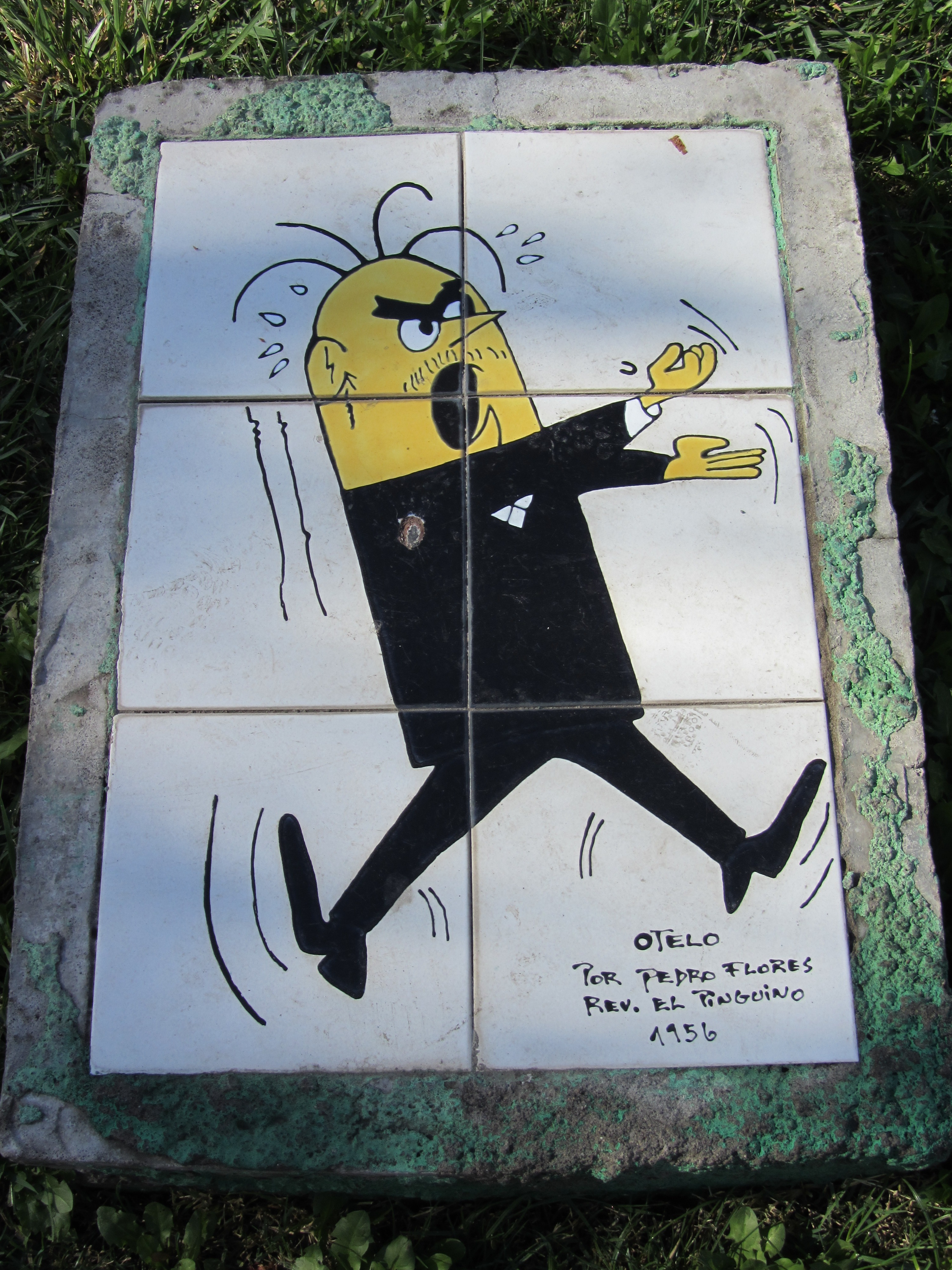
Otelo

Este parque temático corre a lo largo del Llano Subercaseaux y la Gran Avenida, entre las calles María Auxiladora y Alcalde Pedro Alarcón, es decir, entre los paraderos 6 y 8. El proyecto comenzó en el 2000 y fue inaugurado oficialmente seis años más tarde.
Se compone de un Paseo de la Fama, con 97 viñetas en cerámica de personajes de historietas chilenas y cuatro grandes estatuas de cuatro metros de altura que representan a los famosísimos Condorito (creación de Pepo), Pepe Antártico (Percy Eaglehurst), Ogú y Mampato (Oskar Vega y Themo Lobos).
La quinta estatua, la de Federico Von Pilsener, no está en el Parque El Llano, como las otras, sino en el jardín interior de la Casa de la Cultura, junto a la biblioteca municipal que lleva el nombre de Harald Edelstam, el embajador sueco en Chile que cuando ocurrió golpe militar de 1973 encabezado por el general Augusto Pinochet abrió las puertas de la sede diplomática donde encontraron refugio numerosas personas antes de partir al exilio político.
La ubicación de esta estatua se explica por el hecho de que la Casa de la Cultura se levanta en medio del terreno que antes perteneciera a Ramón Subercaseaux Vicuña y donde creció el creador de Von Pilsener, Lustig, seudónimo que usaba el printor y fraile Pedro Subercaseaux, hijo del primero.
Entre las viñetas más antiguas del Paseo de la Fama figuran 'La Falimia Miau, de Tom (Walter Barbier), publicada en 1908 en la revista El Peneca, y Verdejo (en la revista del mismo nombre), de Coke (Jorge Délano); la más moderna es Hermanos Rata, de Marko Torres, publicada en 2001 en Cómic Chile.

## Creadores
El Parque fue una idea del escritor Omar Pérez Santiago, Patricio Flores, Emilio Gutiérrez, Edwin Salinas y Jorge Pérez Santiago, organizados en el Centro de Cómic de San Miguel y contó con el apoyo del Fondo Nacional de Desarrollo Cultural y las Artes, la Municipalidad de San Miguel y su Círculo de Amigos de la Cultura y Cámara de Comercio. 
El  escultor nacional Mario Irarrázabal sugirió colocarle cerámicas de colores a las estatuas que le inoculan una dialéctica plástica a la materialidad. 
El arquitecto paisajista Luis Santibáñez resolvió  el tema de la coherencia del parque en su conjunto y agregaron el Parque de la Fama, con cerámicas al piso con dibujos de los más distintivos personajes del cómic chileno, basados en un estudio e investigación realizado por Omar Pérez Santiago. El trabajo fue publicado en el libro Breve Historia del cómic chileno, editado por la Universidad Bolivariana en el año 2007.
Los dibujos de las caricaturas fueron realizados por Edwin Salinas. Las obras fueron realizadas por un equipo de trabajo integrado por Paola Catese, Patricio Flores, Emilio Gutiérrez, Jorge Pérez Santiago y Omar Pérez Santiago, Emersson Pérez y  Edwin Salinas.

## Galería

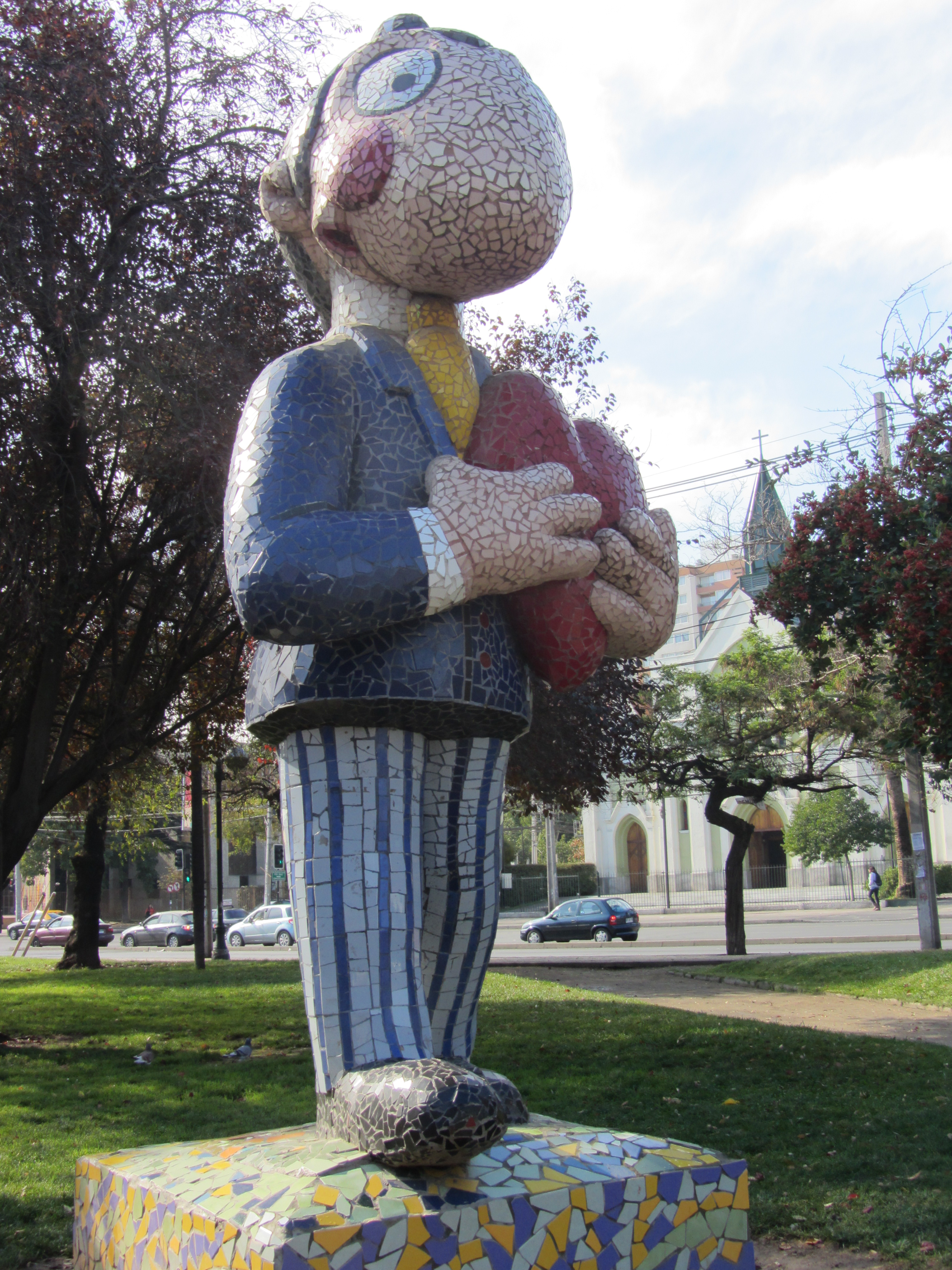
Pepe Antártico
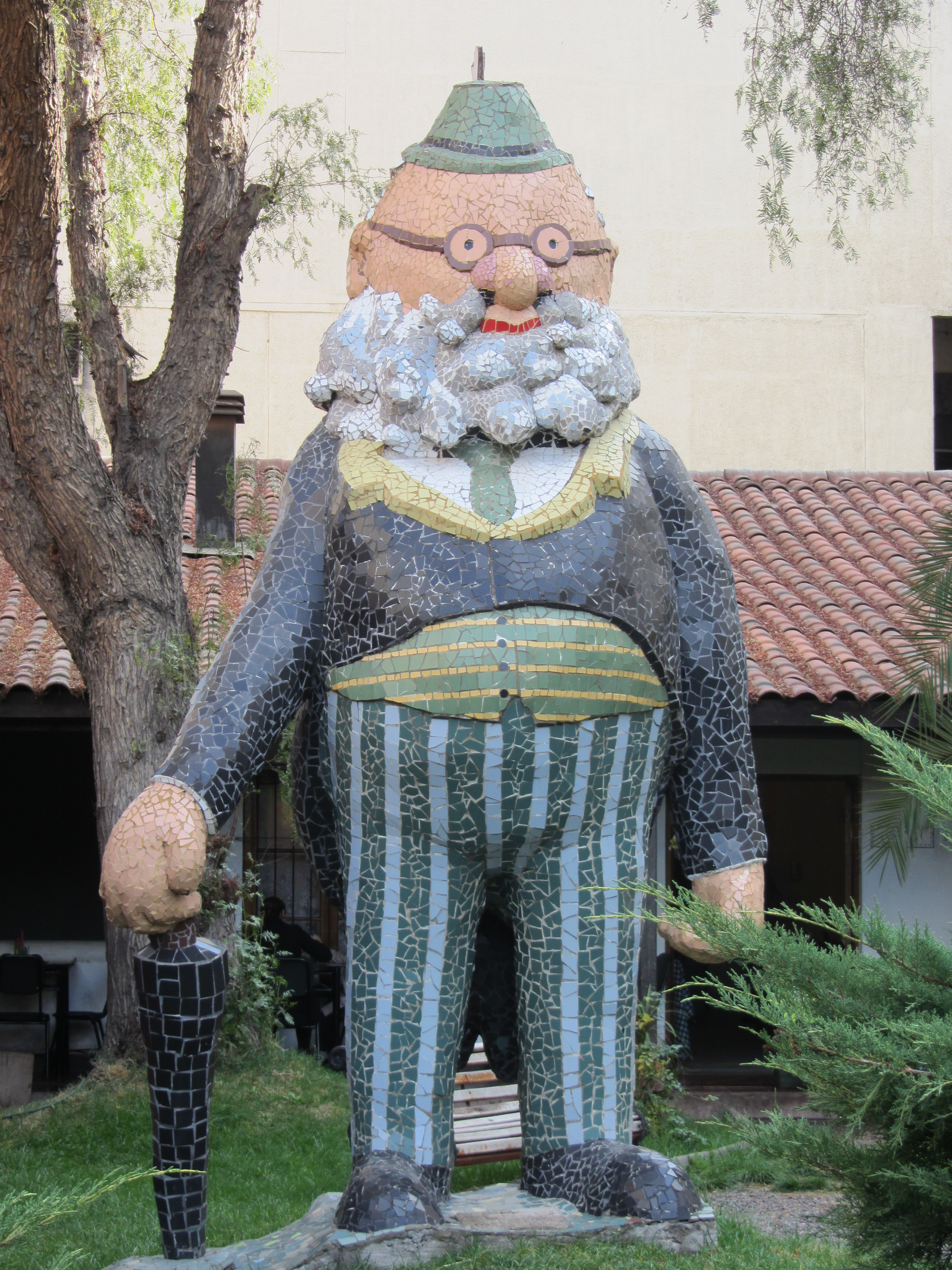
Federico Von Pilsener
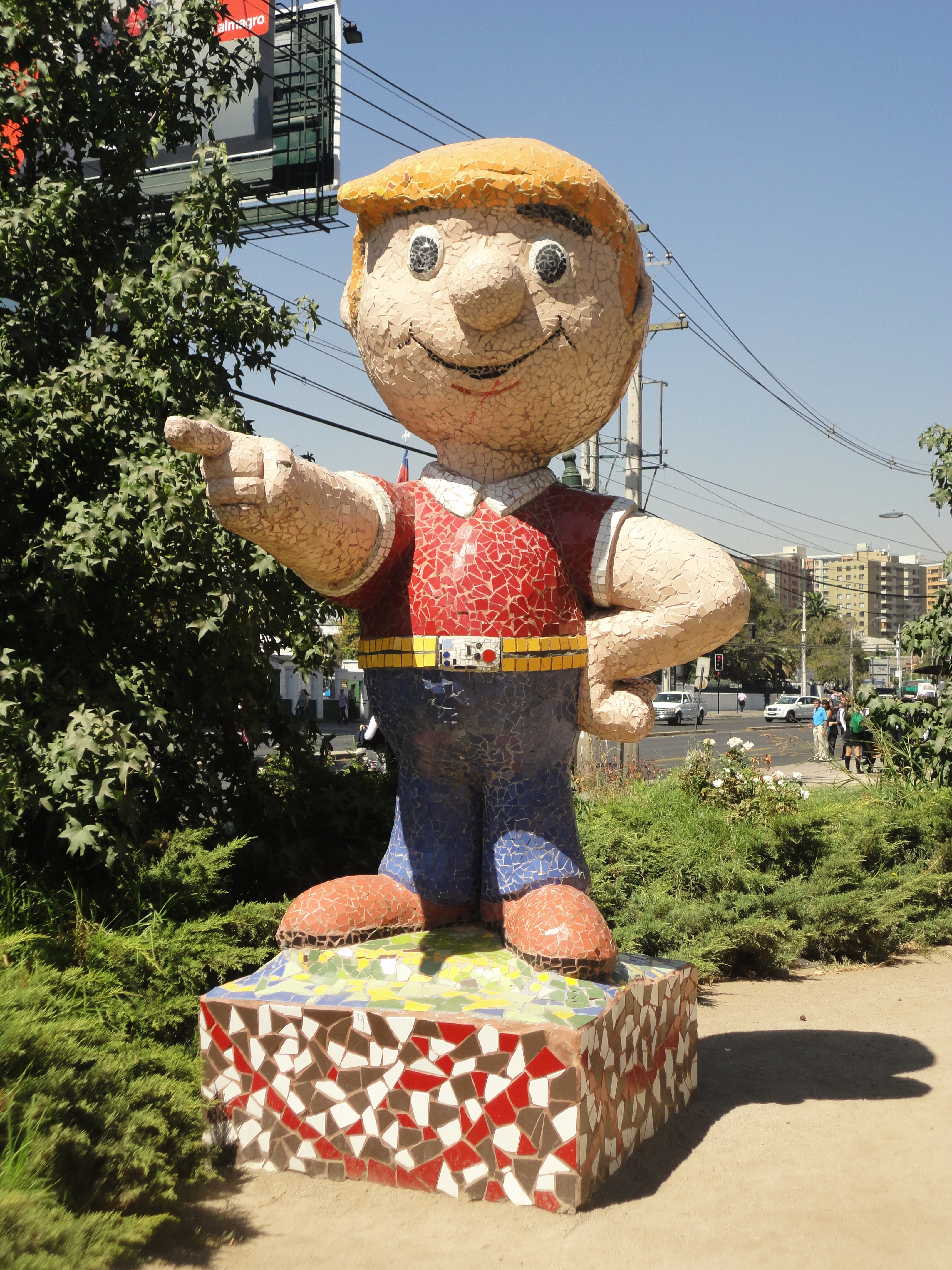
Mampato
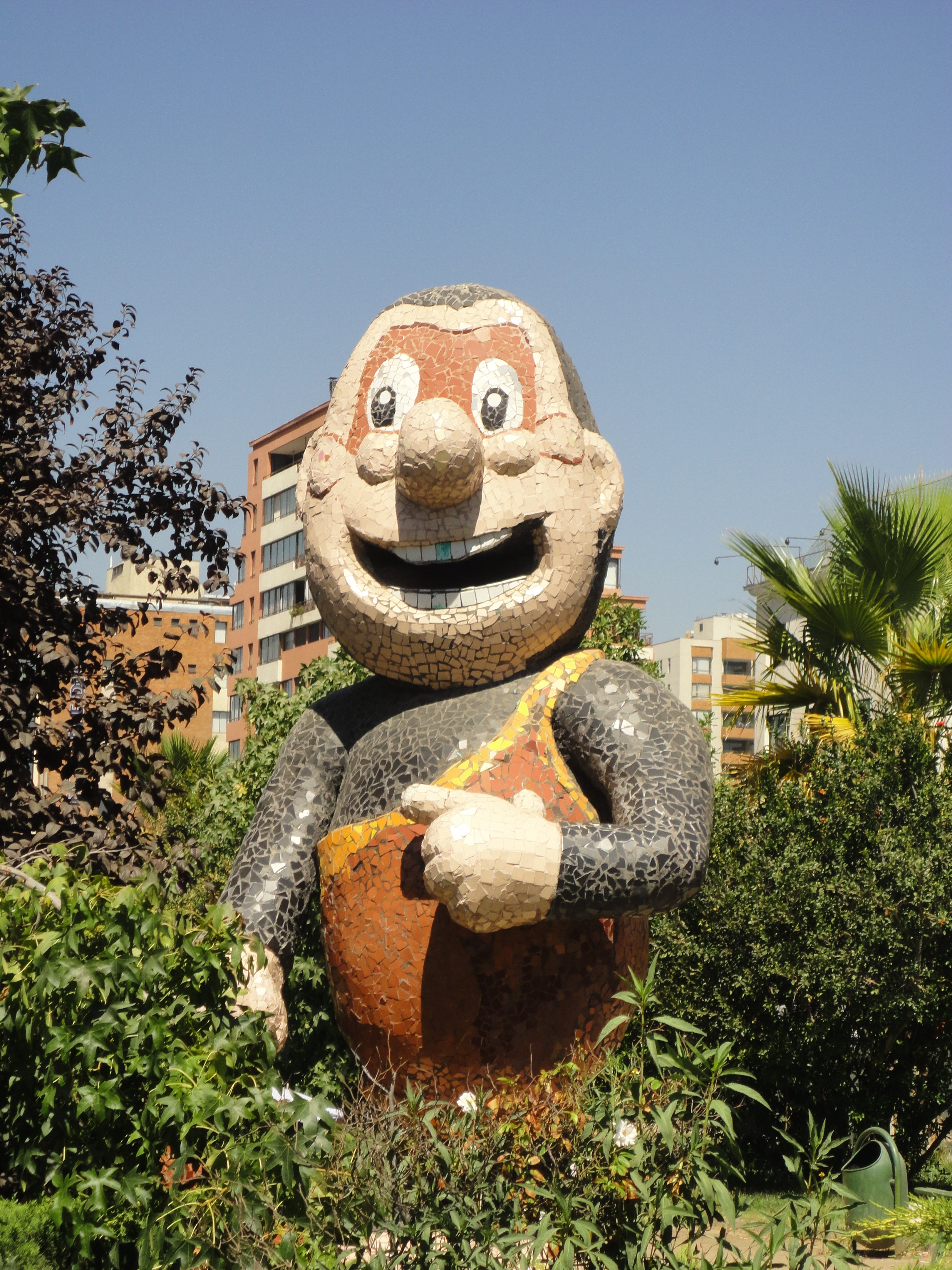
Ogú
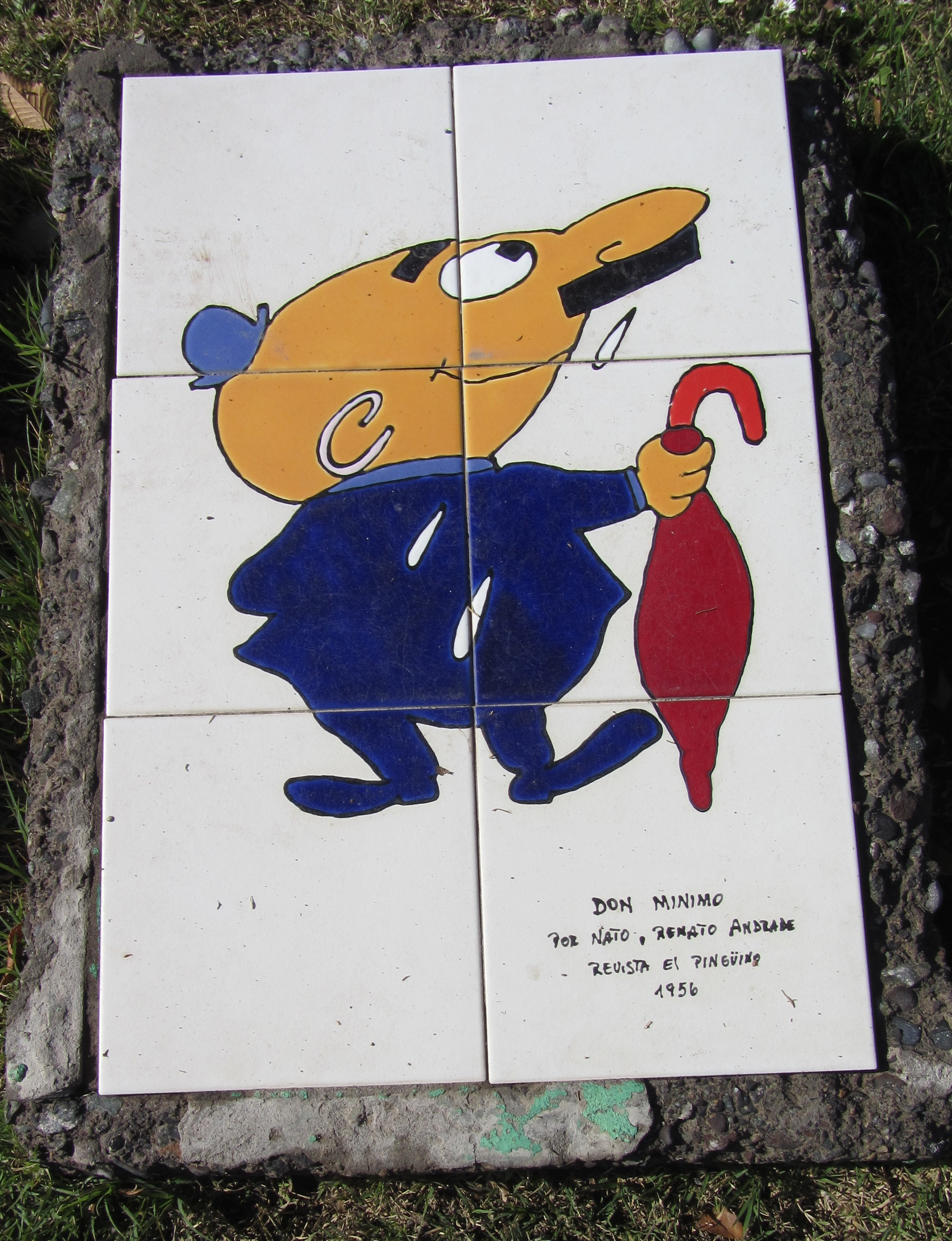
Don Mínimo
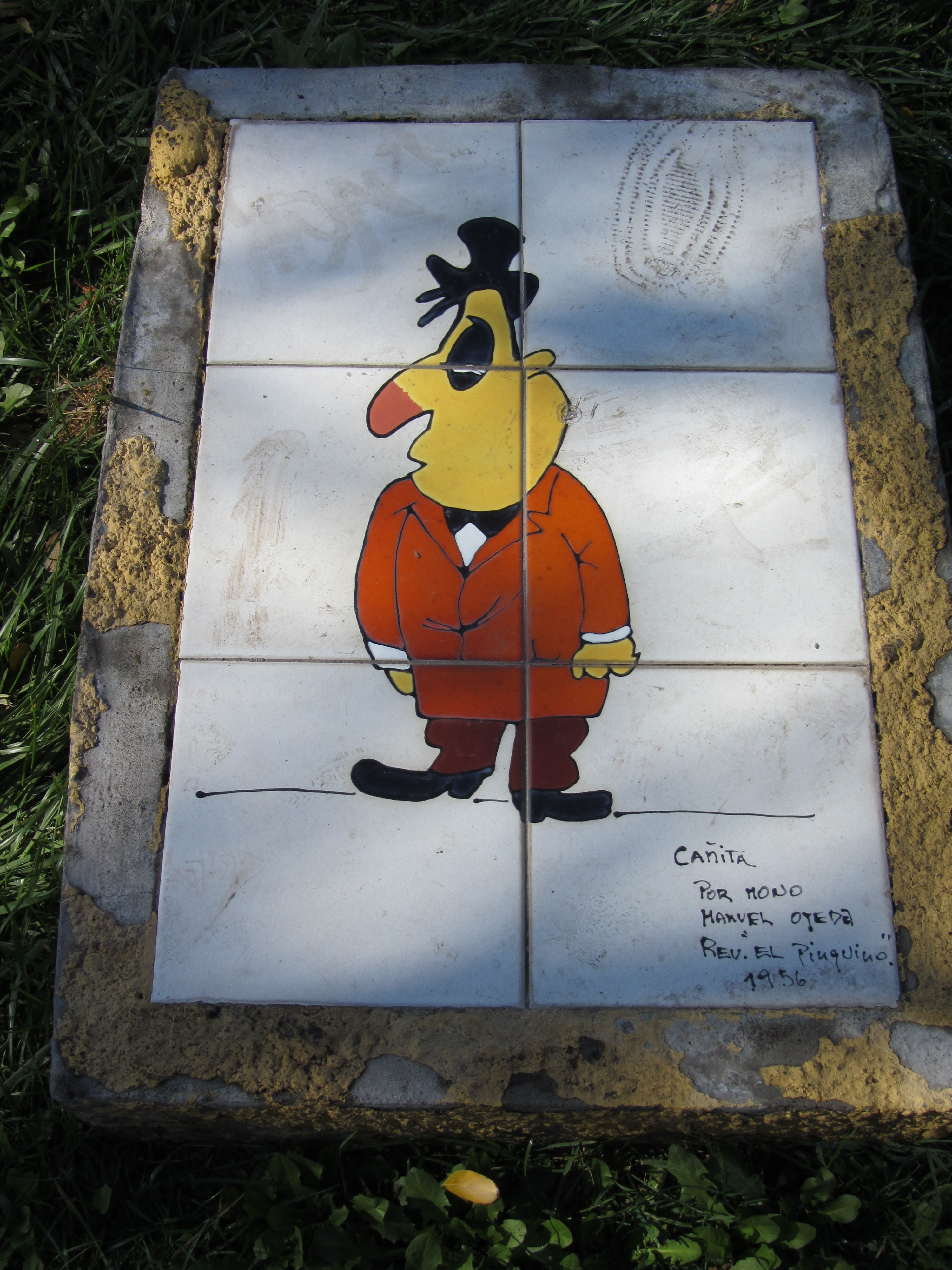
Cañita
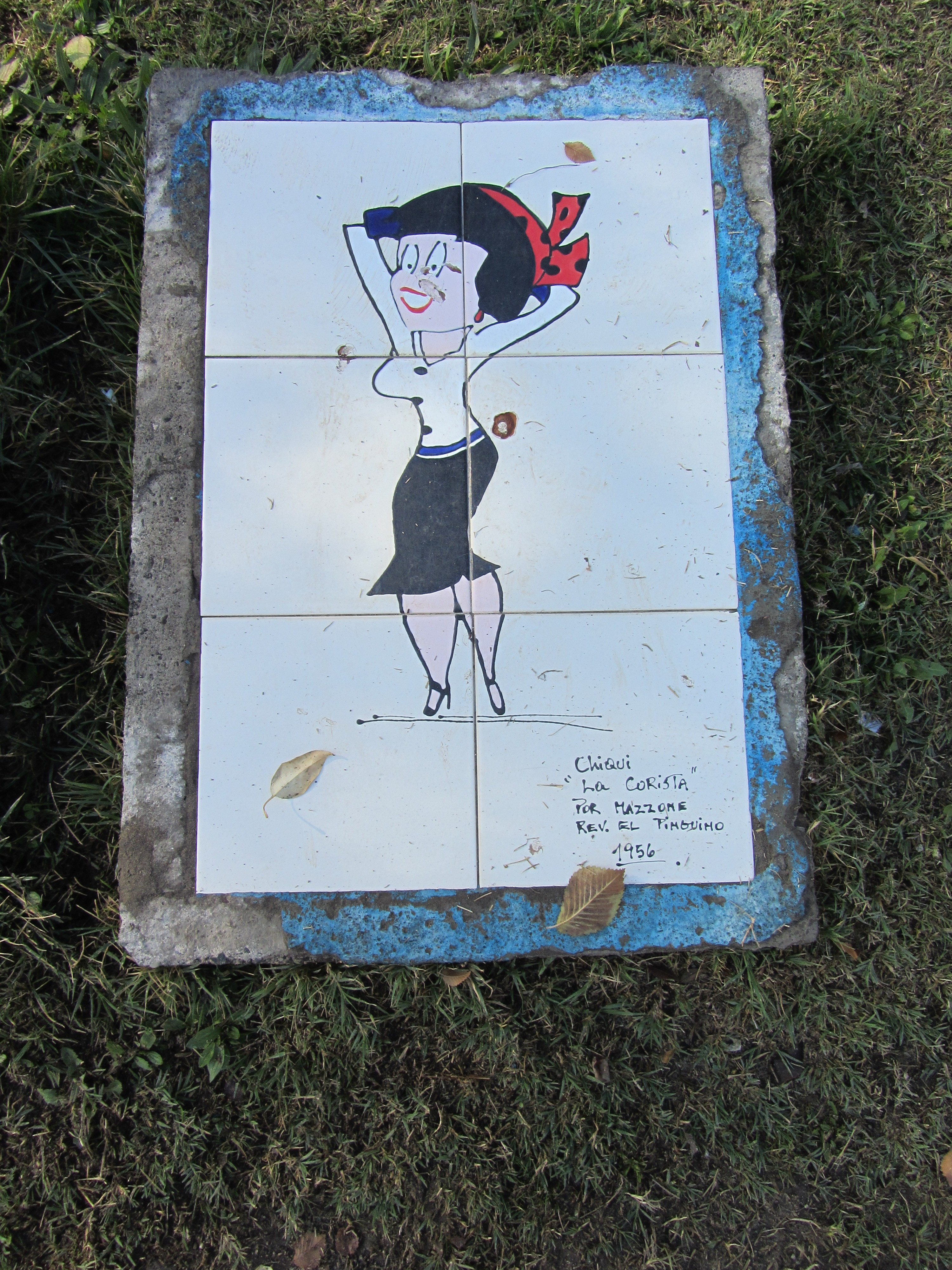
Chiqui
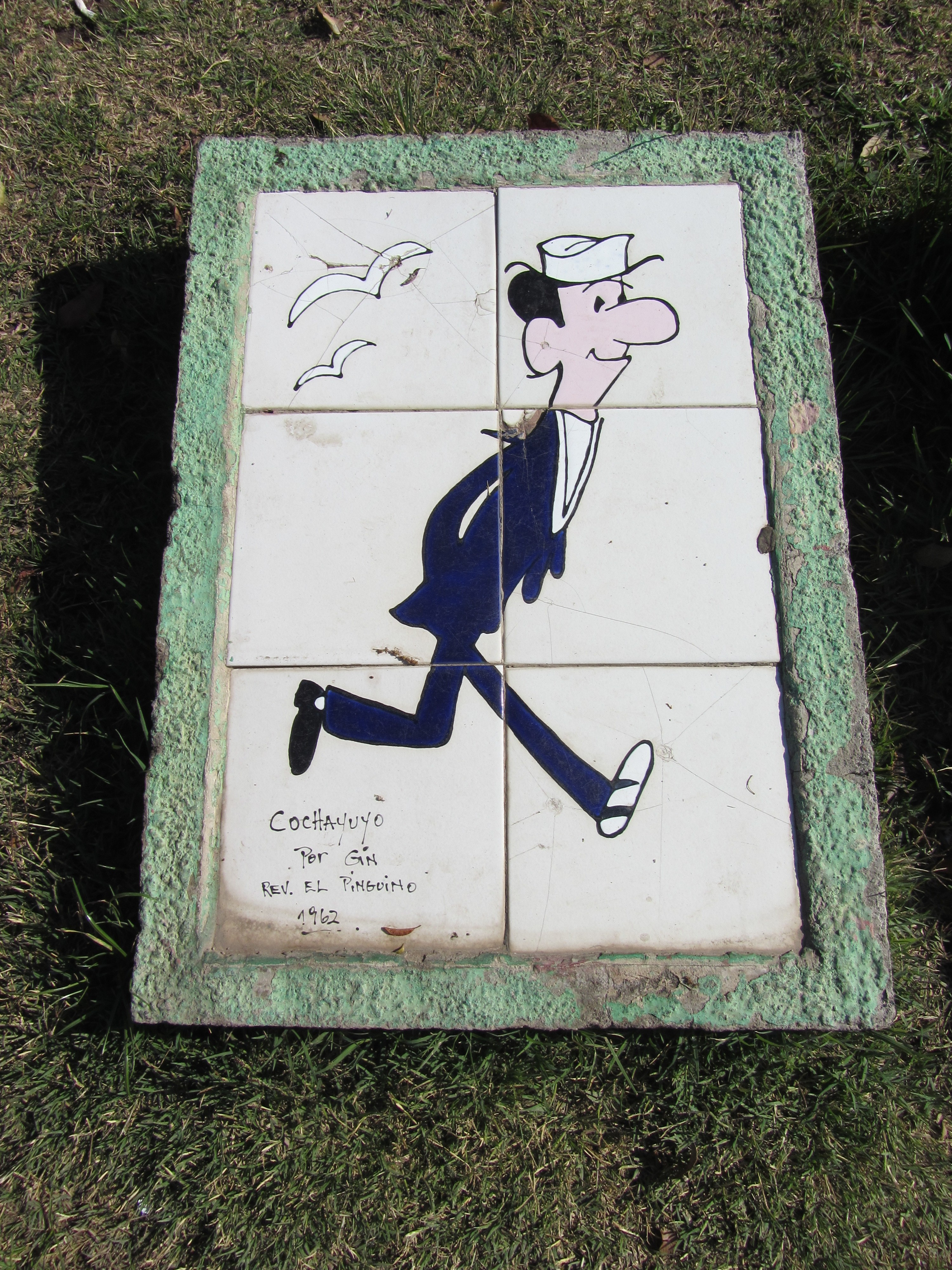
Cochayuyo
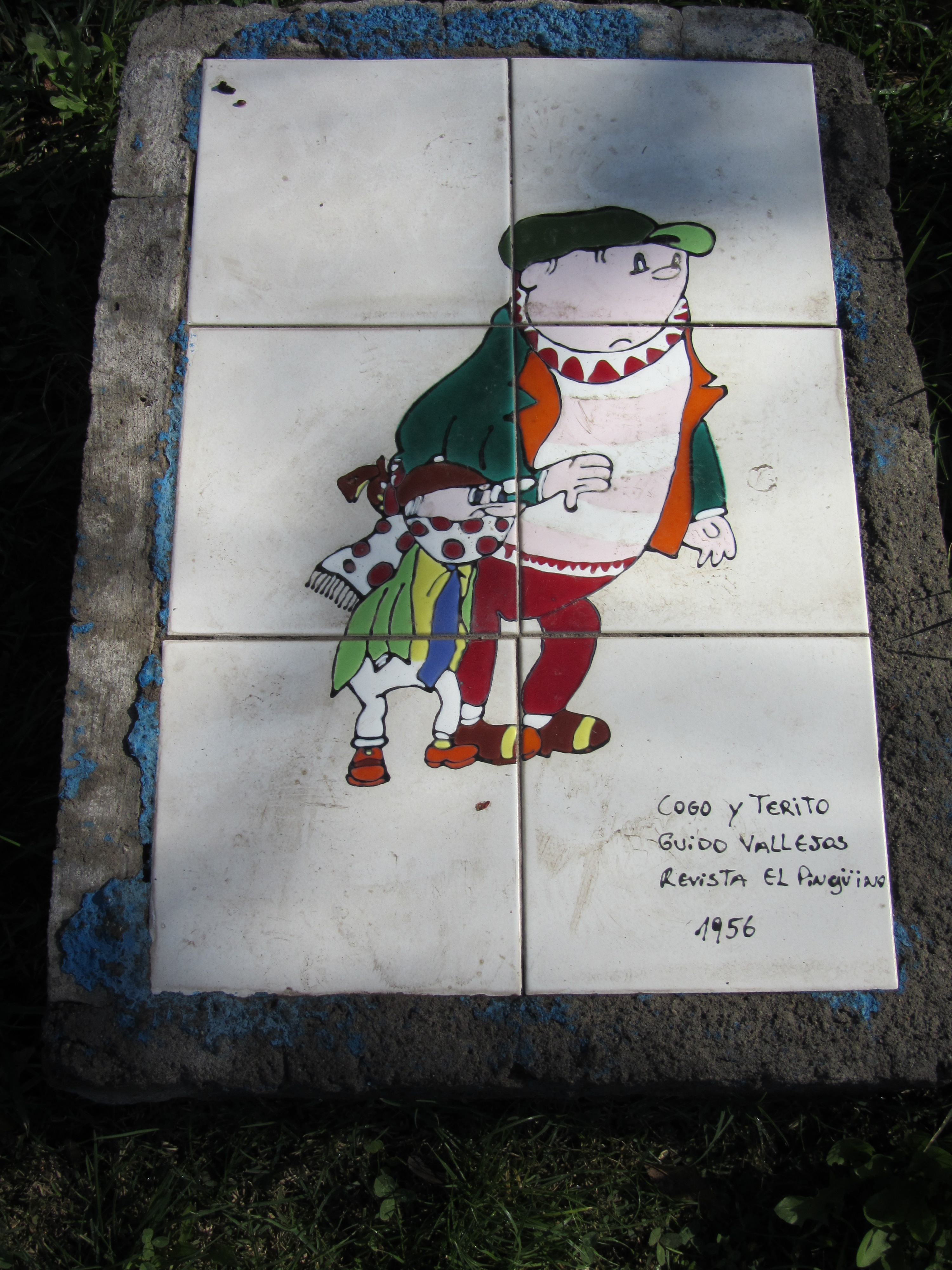
Cogo y Terito
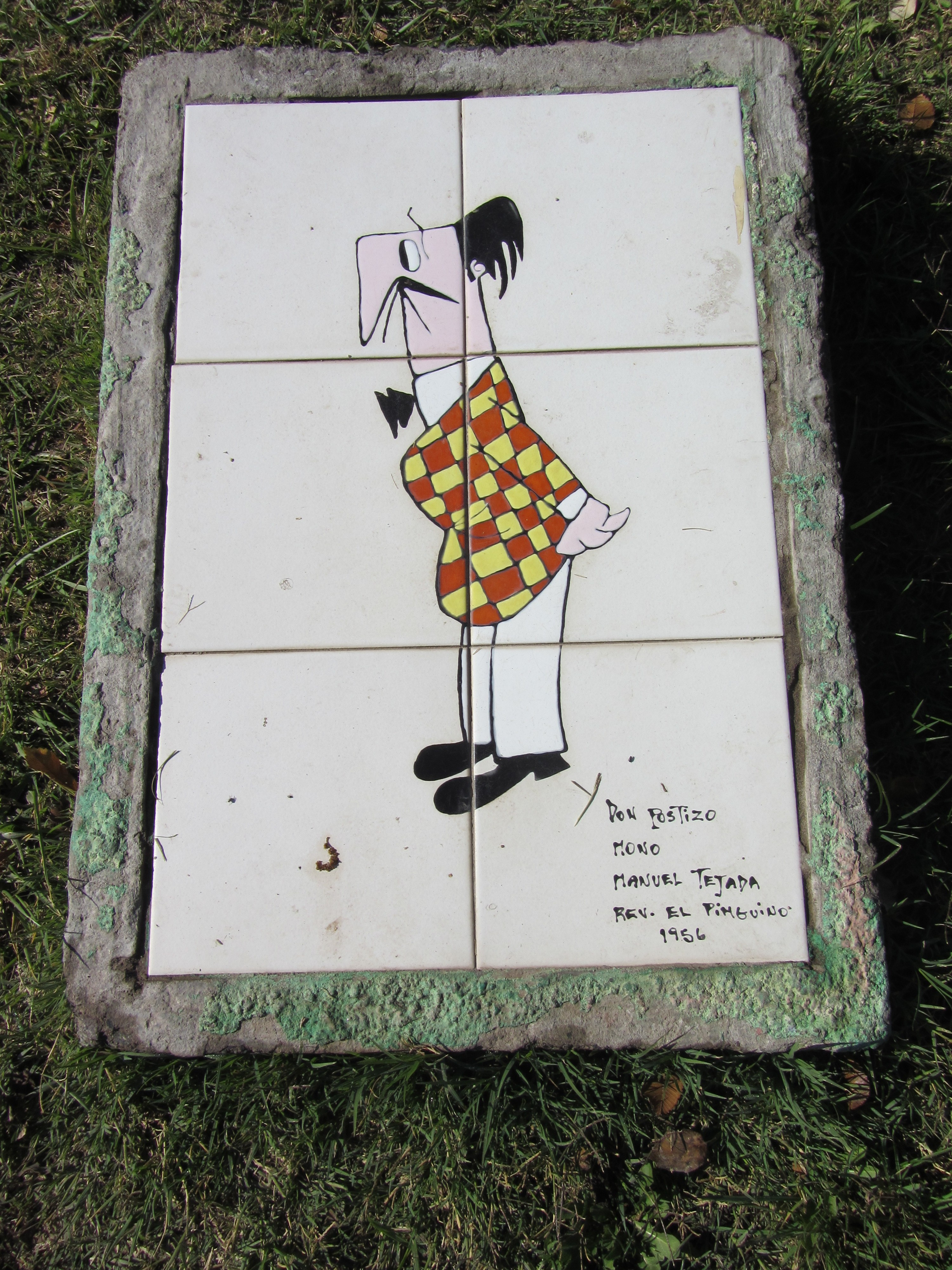
Don Postizo
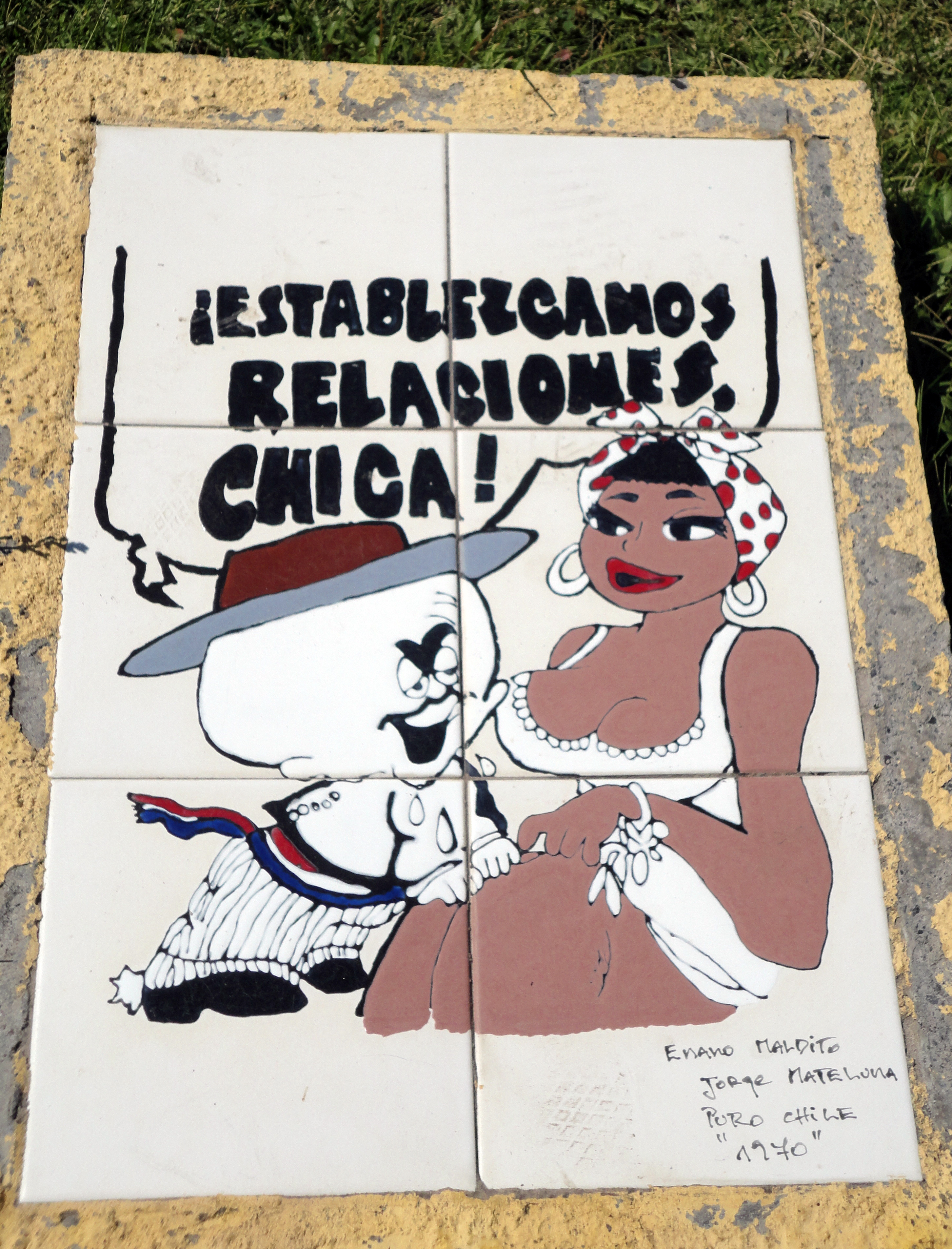
El Enano Maldito
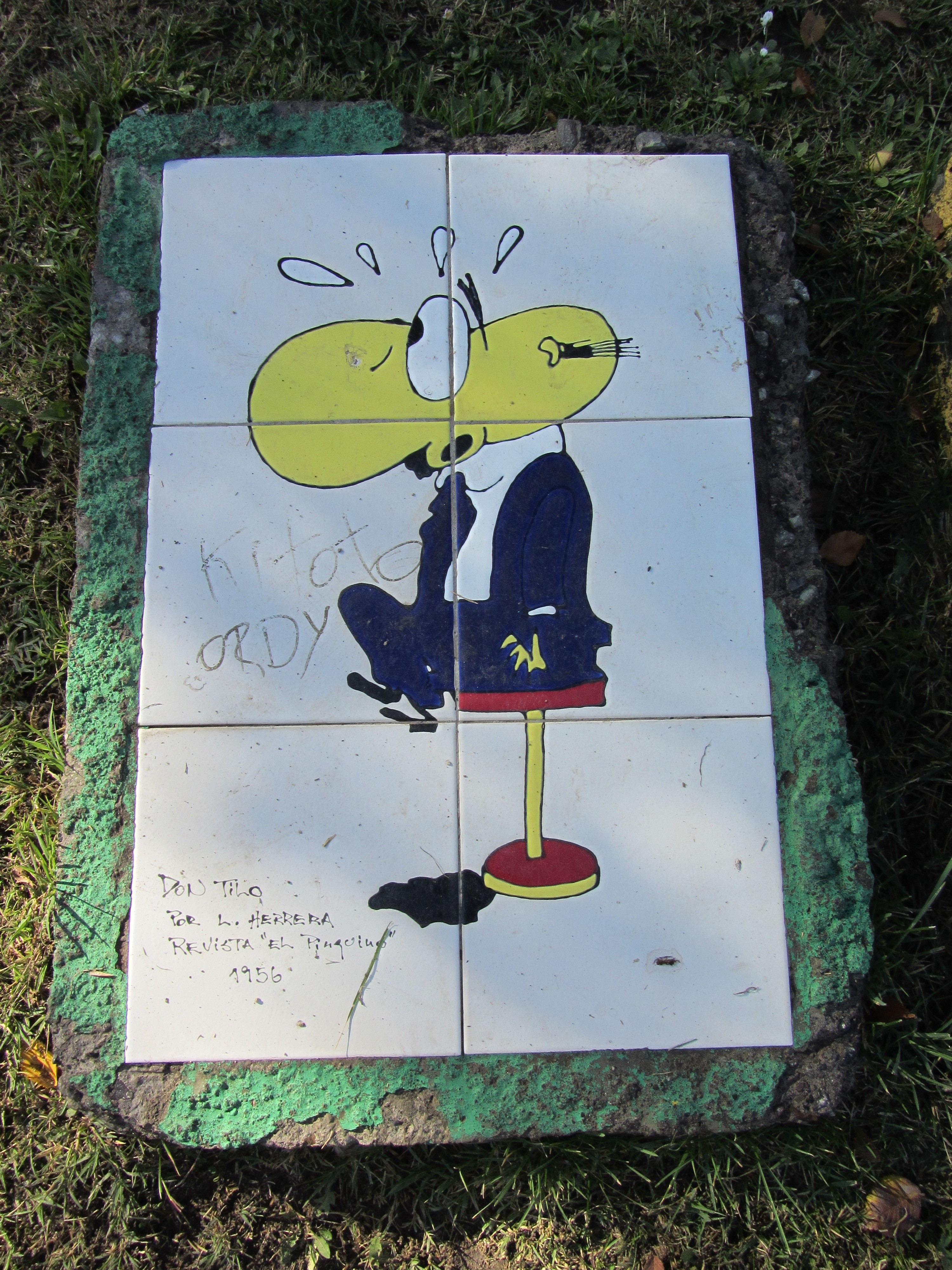
Don Tilo
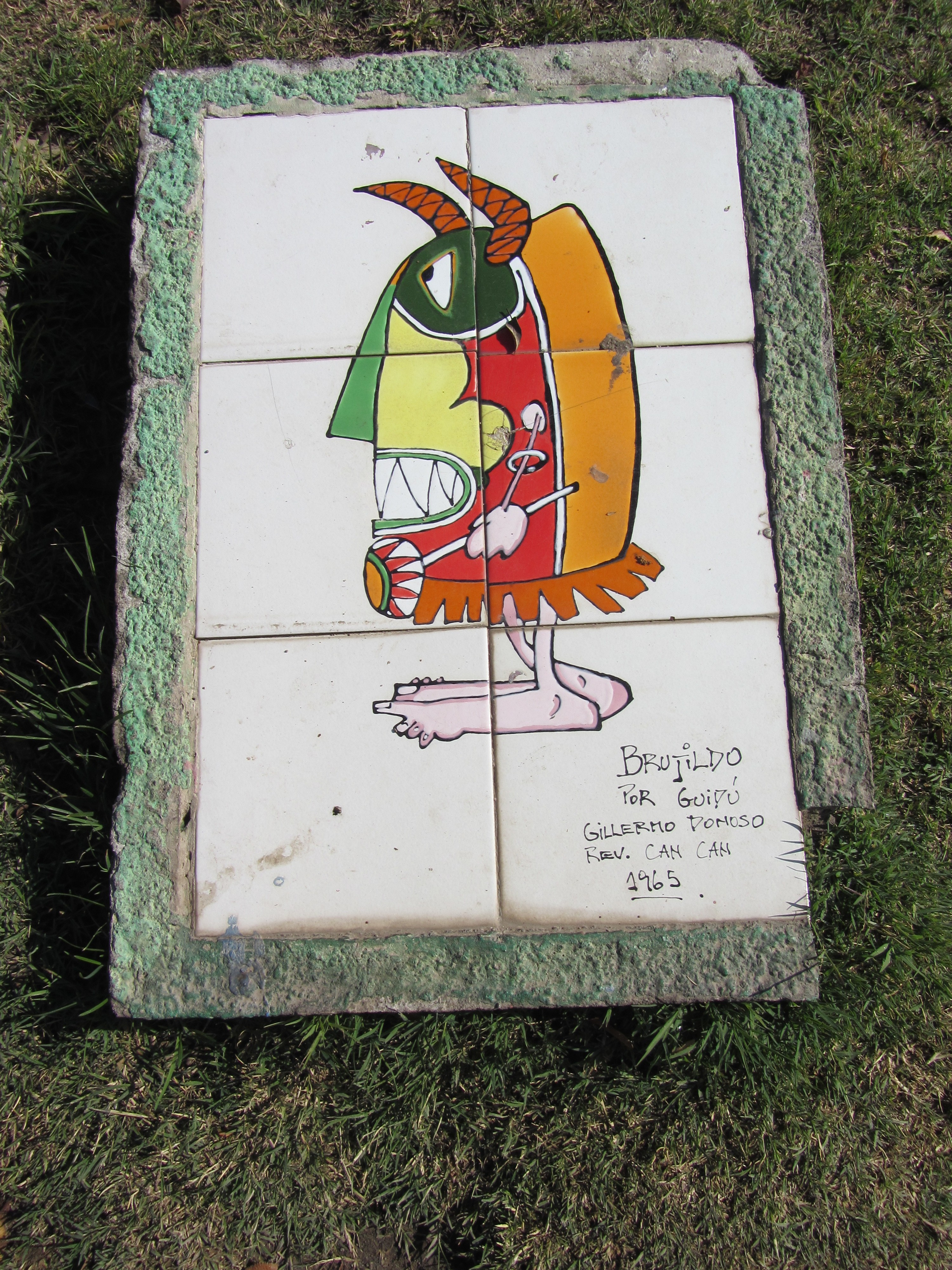
Brujildo
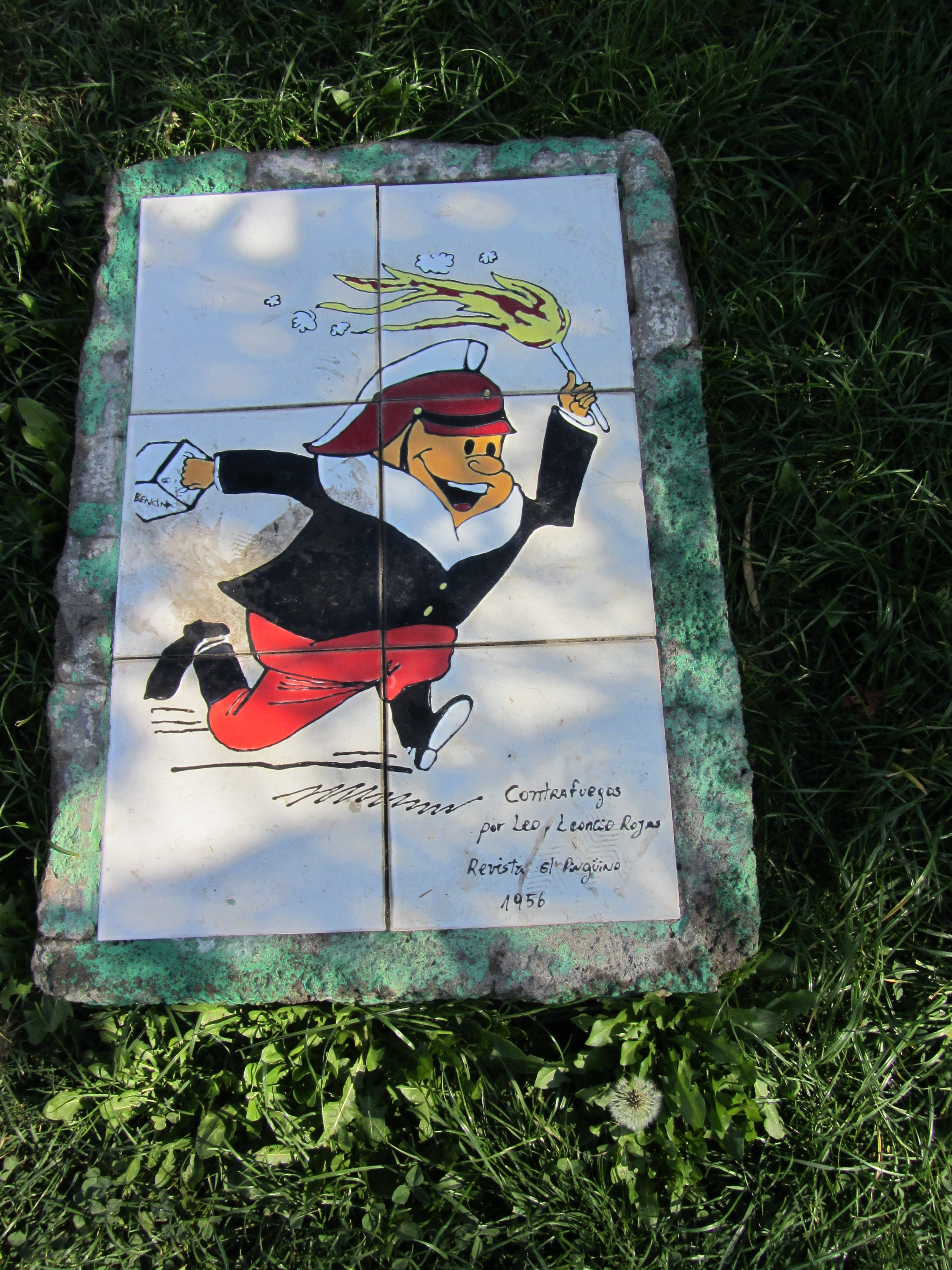
Cortafuegos
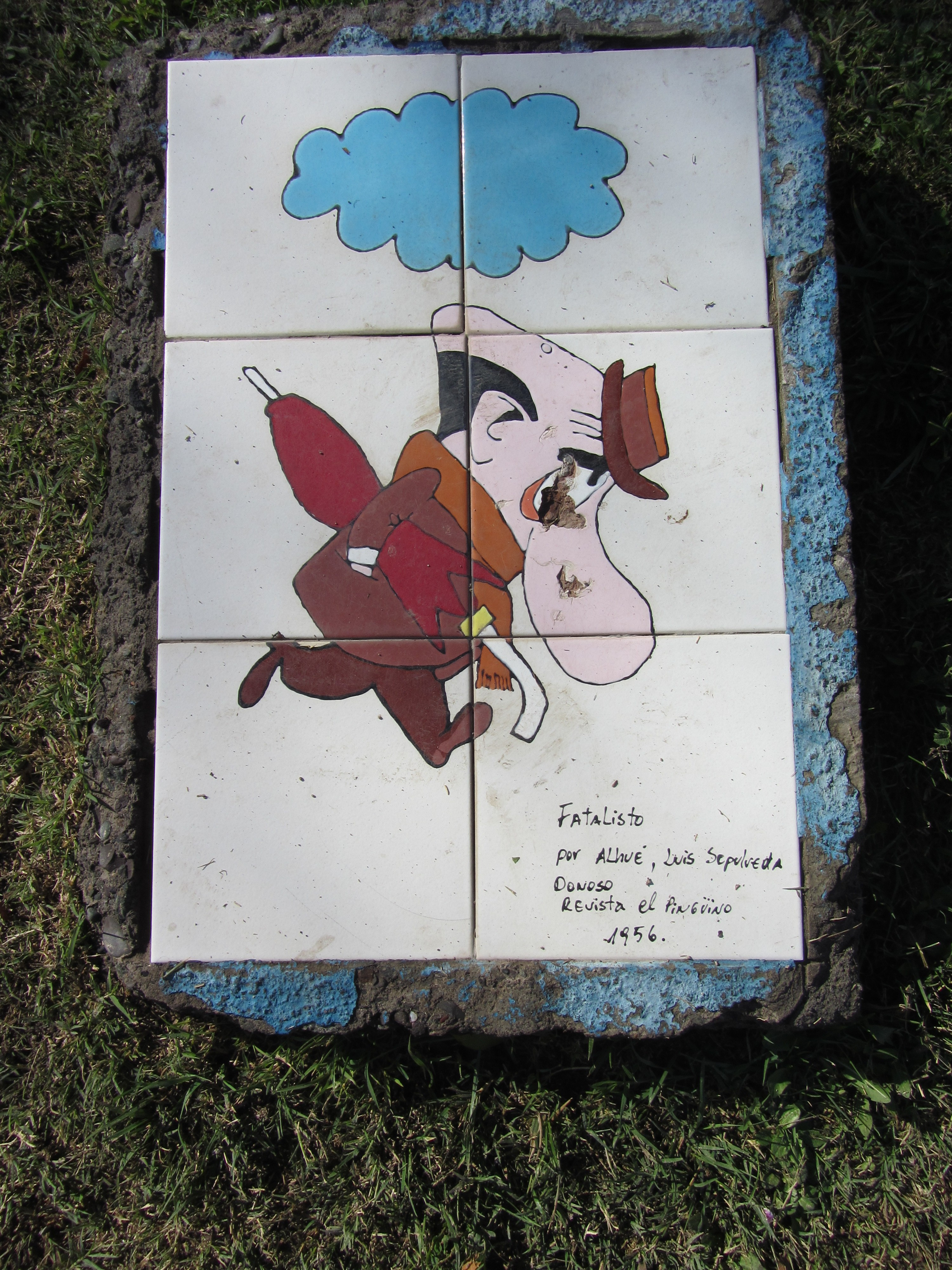
Fatalisto
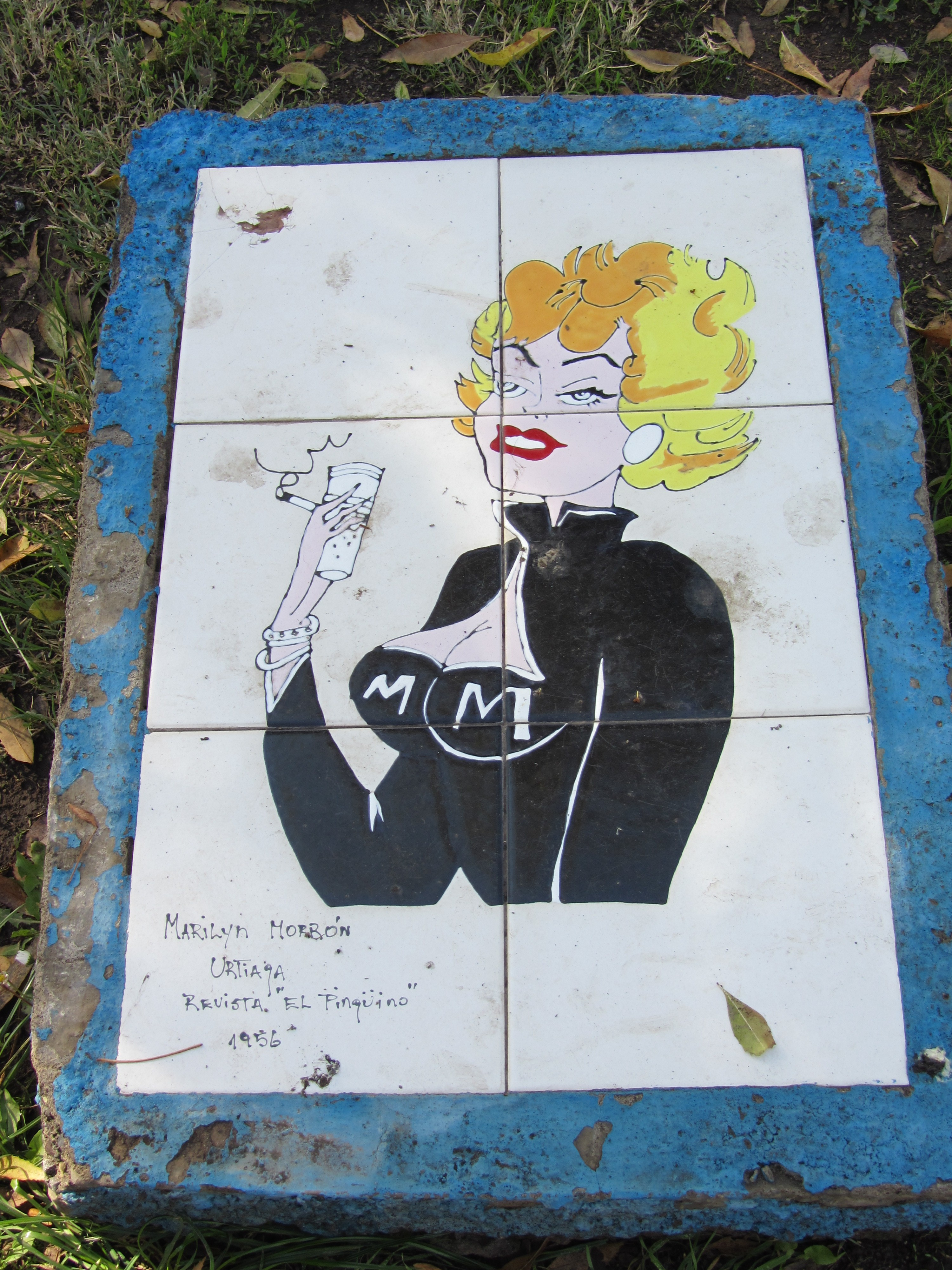
Marilyn Morrón